# Bahnstrecke Berlin-Neukölln–Berlin-Baumschulenweg
| Bahnhof Berlin Köllnische Heide entlang der Strecke |                               |                                           |                                           |
| Streckennummer: | 6021 S-Bahn 6045 Güterstrecke |                                           |                                           |
| Kursbuchstrecke (DB): | 200.45, 200.46, 200.47        |                                           |                                           |
| Kursbuchstrecke: | 98b (1934) 100a (1946)        |                                           |                                           |
| Streckenlänge: | 3,5 km                        |                                           |                                           |
| Spurweite: | 1435 mm (Normalspur)          |                                           |                                           |
| Stromsystem: | S-Bahn (6021) 750 V =         |                                           |                                           |
| Stromsystem: | Güterstrecke (6045) – ~       |                                           |                                           |
| |                               |                                           |                                           |
| \| \| \| von Berlin Südkreuz \| \| \| \| 0,0 \| Berlin-Neukölln \| Berlin-Neukölln \| \| \| \| nach Berlin Treptower Park \| \| \| \| \| von Berlin-Treptow Gbf \| \| \| \| 1,7 \| Berlin Köllnische Heide \| Berlin Köllnische Heide \| \| \| 2,0 \| ehemalige Berliner Mauer \| ehemalige Berliner Mauer \| \| \| \| von Berlin Görlitzer Bf \| \| \| \| \| von Berlin Treptower Park \| \| \| \| 3,5 \| Berlin-Baumschulenweg \| Berlin-Baumschulenweg \| \| \| \| nach Görlitz und nach Königs Wusterhausen \| \| |                               |                                           |                                           |
| Strecke · Strecke |                               | von Berlin Südkreuz                       | von Berlin Südkreuz                       |
| Dienststation / Betriebs- oder Güterbahnhof · S-Bahnhof | 0,0                           | Berlin-Neukölln                           | Berlin-Neukölln                           |
| Abzweig geradeaus und nach links · Abzweig geradeaus und nach links |                               | nach Berlin Treptower Park                | nach Berlin Treptower Park                |
| Abzweig geradeaus und nach links · Kreuzung geradeaus oben |                               | von Berlin-Treptow Gbf                    | von Berlin-Treptow Gbf                    |
| ehemaliger Dienststation / Betriebs- oder Güterbahnhof · S-Bahn-Halt | 1,7                           | Berlin Köllnische Heide                   | Berlin Köllnische Heide                   |
| Grenze · Grenze | 2,0                           | ehemalige Berliner Mauer                  | ehemalige Berliner Mauer                  |
| Abzweig geradeaus und von links · Kreuzung geradeaus unten |                               | von Berlin Görlitzer Bf                   | von Berlin Görlitzer Bf                   |
| Strecke · Abzweig geradeaus und von links |                               | von Berlin Treptower Park                 | von Berlin Treptower Park                 |
| Blockstelle · S-Bahnhof | 3,5                           | Berlin-Baumschulenweg                     | Berlin-Baumschulenweg                     |
| Strecke · Strecke |                               | nach Görlitz und nach Königs Wusterhausen | nach Görlitz und nach Königs Wusterhausen |

Die Bahnstrecke Berlin-Neukölln–Berlin-Baumschulenweg ist eine Bahnstrecke im Süden Berlins. Sie verbindet die Ringbahn vom Bahnhof Berlin-Neukölln aus kommend über Berlin Köllnische Heide mit Baumschulenweg an der Görlitzer Fern- und Vorortbahn. Die anfänglich nur für den Güterverkehr konzipierte Strecke diente seit 1910 auch dem Vorortverkehr und wird heute von den Zügen der Berliner S-Bahn befahren. Das parallel verlaufende Gleis für Güterzüge ist nicht elektrifiziert.

## Geschichte

### Anlage und Elektrifizierung

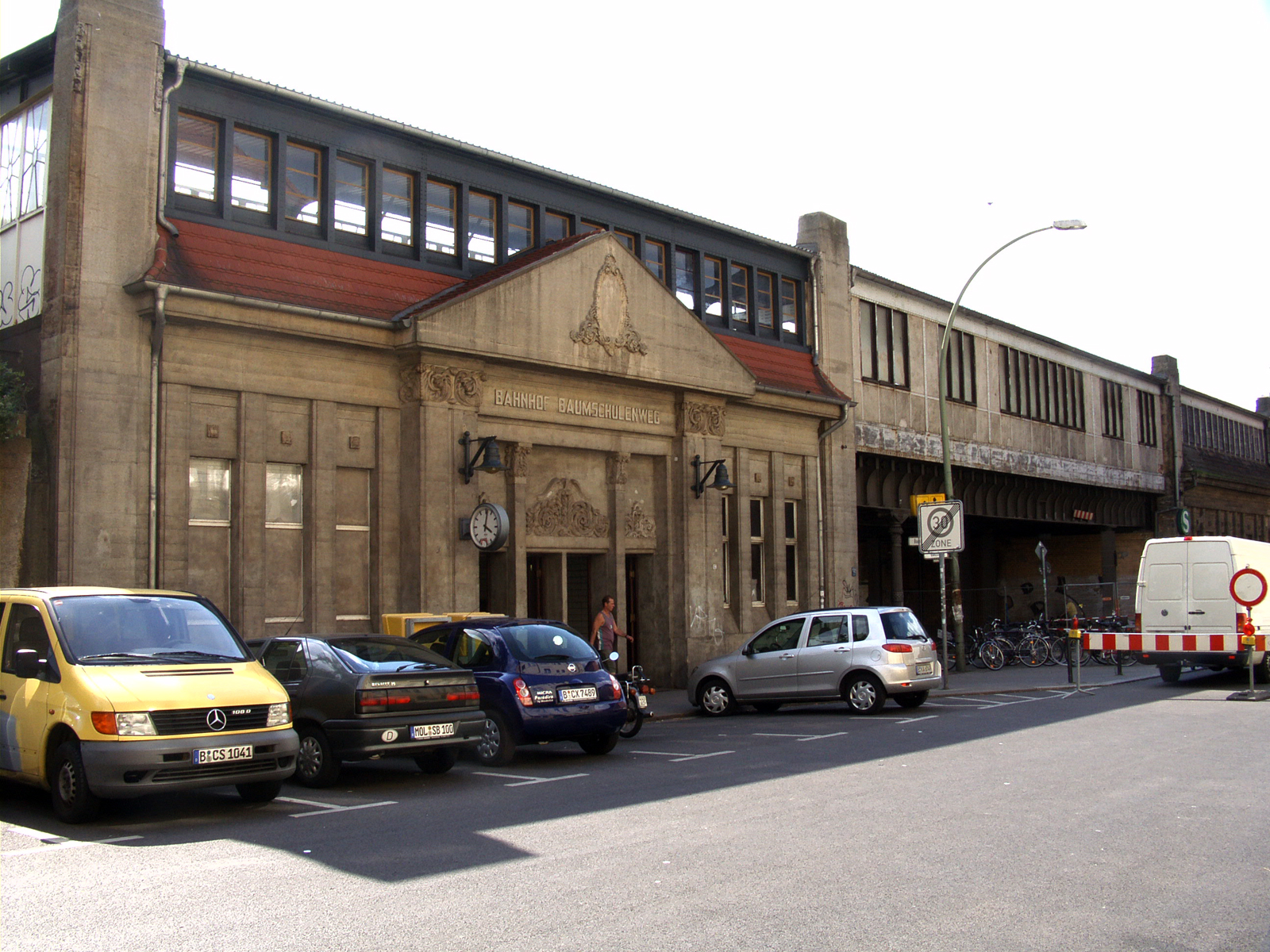
Bahnhof Berlin Baumschulenweg – Endpunkt der Strecke

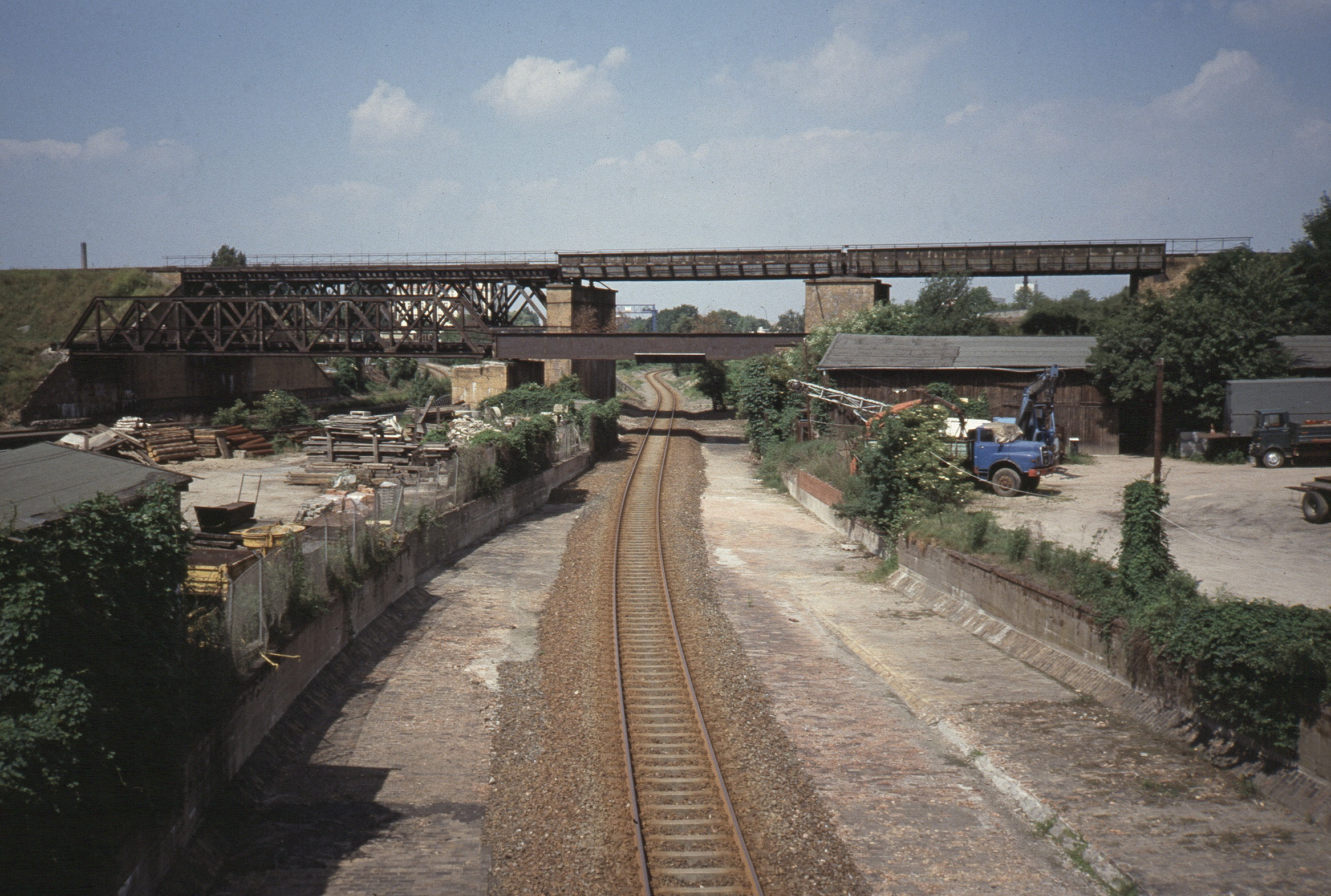
Brücken über den Neuköllner Schifffahrtskanal und die Industriebahn Neukölln, 1988

Angelegt wurde die zunächst noch ebenerdig und eingleisig verlaufende Strecke zwischen 1890 und 1896; die Eröffnung fand am 8. Juni 1896 statt. Zunächst diente sie ausschließlich dem Güterverkehr. Die Güterzüge zwischen Rangierbahnhof Niederschöneweide-Johannisthal, Rixdorf und Rangierbahnhof Tempelhof mussten bis dahin im Görlitzer Bahnhof kopfmachen und über den inneren Görlitzer Anschluss zwischen Görlitzer Bahn und Ringbahn wechseln. An der Trennstelle mit der Ringbahn musste die Verbindungskurve die Personengleise der Ringbahn niveaugleich kreuzen. Damit dieser Vorgang entfallen konnte, wurde die Verbindungsbahn angelegt. Ursprünglich war die Strecke, die auch Güteranschluß Rixdorf – Niederschöneweide-Johannisthal genannt wurde, 5,27 Kilometer lang. Vom Zusammentreffen mit der Görlitzer Bahn bei Baumschulenweg (damals nur Haltepunkt an der Görlitzer Bahn) führte sie parallel zu dieser bis zum Bahnhof Niederschöneweide-Johannisthal (heute: Berlin-Schöneweide). Es war zunächst vorgesehen, den unabhängigen Parallelverlauf der Strecke zur Görlitzer Bahn bis zum Rangierbahnhof Schöneweide fortzusetzen, der sich nochmals rund zwei Kilometer weiter südöstlich befand. Zur Ausführung kam es jedoch nicht.
Ab 1910 wurde die Strecke um zwei Vorortgleise nördlich des bestehenden Gütergleises erweitert. Entsprechende Pläne hatte es bereits Mitte des vorhergehenden Jahrzehnts gegeben.
Beim Umbau wurde die gesamte Trasse auf einen Damm gelegt und Brücken über den Heidekampgraben und die zu kreuzenden Straßen errichtet, unter anderem über die Kaiser-Friedrich-Straße (heute: Sonnenallee) und die Kiefholzstraße. Gleichzeitig wurden die Anlagen rund um den Bahnhof Baumschulenweg erneuert. Der Vorortbahnhof wurde dreigleisig anlegt, wobei die Gleise in Richtung Norden sich erst nach dem Bahnhof trennen und die Zusammenführung der Strecken nach Süden erst hinter dem Bahnhof erfolgt. Diese Form der Anlage erfolgte teilweise auch aus Sicherheitsgründen; unter anderem sollte damit ein Auffahren der Züge im Bahnhof vermieden werden.
Ebenfalls mit dem Ausbau der Strecke sollte an der Kreuzung mit der Kaiser-Friedrich-Straße eine Zwischenstation entstehen. Die Vorarbeiten begannen 1913, der Bahnsteig konnte drei Jahre später fertiggestellt werden. Der weitere Ausbau, unter anderem der eines Empfangsgebäudes, verzögerte sich allerdings aufgrund des Ersten Weltkriegs. Die Eröffnung des Halts Köllnische Heide erfolgte schließlich am 16. August 1920.
Am 6. November 1928 erfolgte die Elektrifizierung der Vorortgleise im Zuge der „Großen Elektrisierung“. Die Verbindungsbahn wurde daraufhin zur Stammstrecke der Zuggruppe G zwischen Mahlsdorf und Grünau.
Kurze Zeit nach der Elektrifizierung der S-Bahngleise wurde etwa auf gleicher Höhe des S-Bahnhofs ein Kreuzungsbahnhof für die Güterzüge errichtet. Dieser ist nicht elektrifiziert.

### Germania-Planungen
Mit der Machtergreifung der Nationalsozialisten 1933 wurden wenige Jahre darauf die Planungen zur Welthauptstadt Germania erstellt. Dabei wurde der Ringbahn eine größere Bedeutung zugeteilt, sollte sie doch den gesamten Verkehr der Vorortstrecken aufnehmen und wie ein großer Verteilerkreis wirken. Der Verbindungsbahn als Bindeglied zur Görlitzer Bahn wurde dementsprechend eine wichtige Rolle zugedacht, allerdings mehr dem Fern- und Güter- als dem Nahverkehr.
Die Strecke sollte auf insgesamt acht Gleise ausgebaut werden, von denen zwei weiterhin der S-Bahn vorbehalten waren. Zwei Gleispaare sollten bis zur Görlitzer Bahn durchgeführt werden. Das verbliebene Gleispaar sollte als Teil einer neuen Strecke die Verbindungsbahn mit der Niederschlesisch-Märkischen Bahn in Höhe des Bahnhofs Köpenick verbinden.
Obwohl die Strecke verhältnismäßig kurz ist und die Arbeiten weniger Zeit in Anspruch genommen hätten als an anderen Stellen im Streckennetz, kam es nur zu vorbereitenden Maßnahmen. Lediglich einige erweiterte Widerlager, so unter anderem an der Überführung über den Britzer Verbindungskanal, zeugen heute noch von den einstigen Planungen. Nach dem Ende des Zweiten Weltkriegs wurde der Ursprungszustand mit drei Gleisen wiederhergestellt. Die Kreuzungsstelle am Bahnhof Köllnische Heide wurde zudem zwischen 1952 und 1955 aufgegeben und abgetragen.

### Mauerbau und die Teilung der Strecke

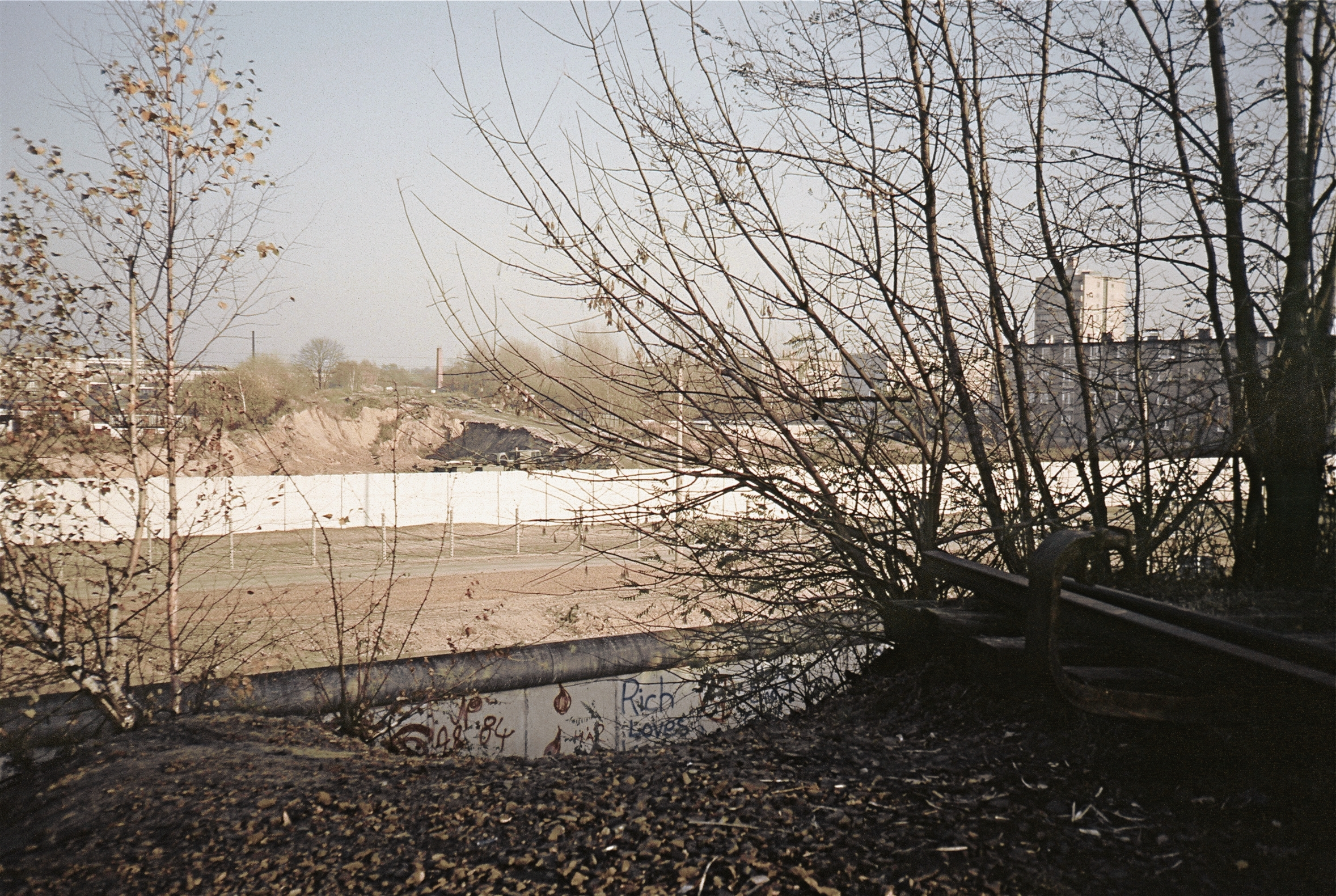
Vom Grenzstreifen unterbrochene Bahntrasse östlich des S-Bahnhofs Köllnische Heide, 1986

Mit dem Bau der Berliner Mauer am 13. August 1961 wurde die Strecke etwa 270 Meter hinter dem Bahnhof Köllnische Heide unterbrochen. Während die Züge auf der Görlitzer Bahn die folgenden Jahre einfach geradeaus weiter in Richtung Bahnhof Ostkreuz auf die Ringbahn fuhren, mussten auf der Westseite die Züge in Köllnische Heide kehren. Es wurde ausschließlich das nördliche Gleis befahren. Die Trennung der Gleise erfolgte im Bahnhof Neukölln.
Gegen Ende der 1970er Jahre drohte der Damm auf der nördlichen Seite abzusacken. Um den Betrieb weiterhin aufrechtzuerhalten, verschwenkte die Deutsche Reichsbahn vor dem Endpunkt das Gleis auf das südliche Vorortgleis und führte die Züge über dieses nun in den Bahnhof. Diese Lösung hielt sich dennoch nur für wenige Jahre, da bereits im September 1980 infolge des Reichsbahnerstreiks 1980 sowohl die Ringbahn als auch ihre Zweigstrecke nach Köllnische Heide stillgelegt wurde.
Auf Ost-Berliner Seite wurde die Trasse nach und nach zurückgebaut. Zunächst waren nur die ersten 200 Meter hinter der Grenze betroffen, um in diesem Bereich die Grenzanlagen entsprechend auszubauen. Auf der verbliebenen Strecke blieb das Streckengleis Neukölln–Baumschulenweg erhalten, das Gleis der Gegenrichtung wurde mitsamt der Trennungsweiche bald abgebaut. Kurz vor dem Bahnhof Baumschulenweg befand sich auf dem verbliebenen Streckengleisrest bis in die 1980er Jahre hinein ein fahrbares Unterwerk. Das dritte Bahnsteiggleis selber wurde mitunter auch zum Abstellen von Zügen genutzt. Erst gegen Ende der 1980er Jahre wurden auch die verbliebenen Gleise entfernt. Lediglich das Überwerfungsbauwerk blieb erhalten.

### Wiederinbetriebnahme nach dem Mauerfall

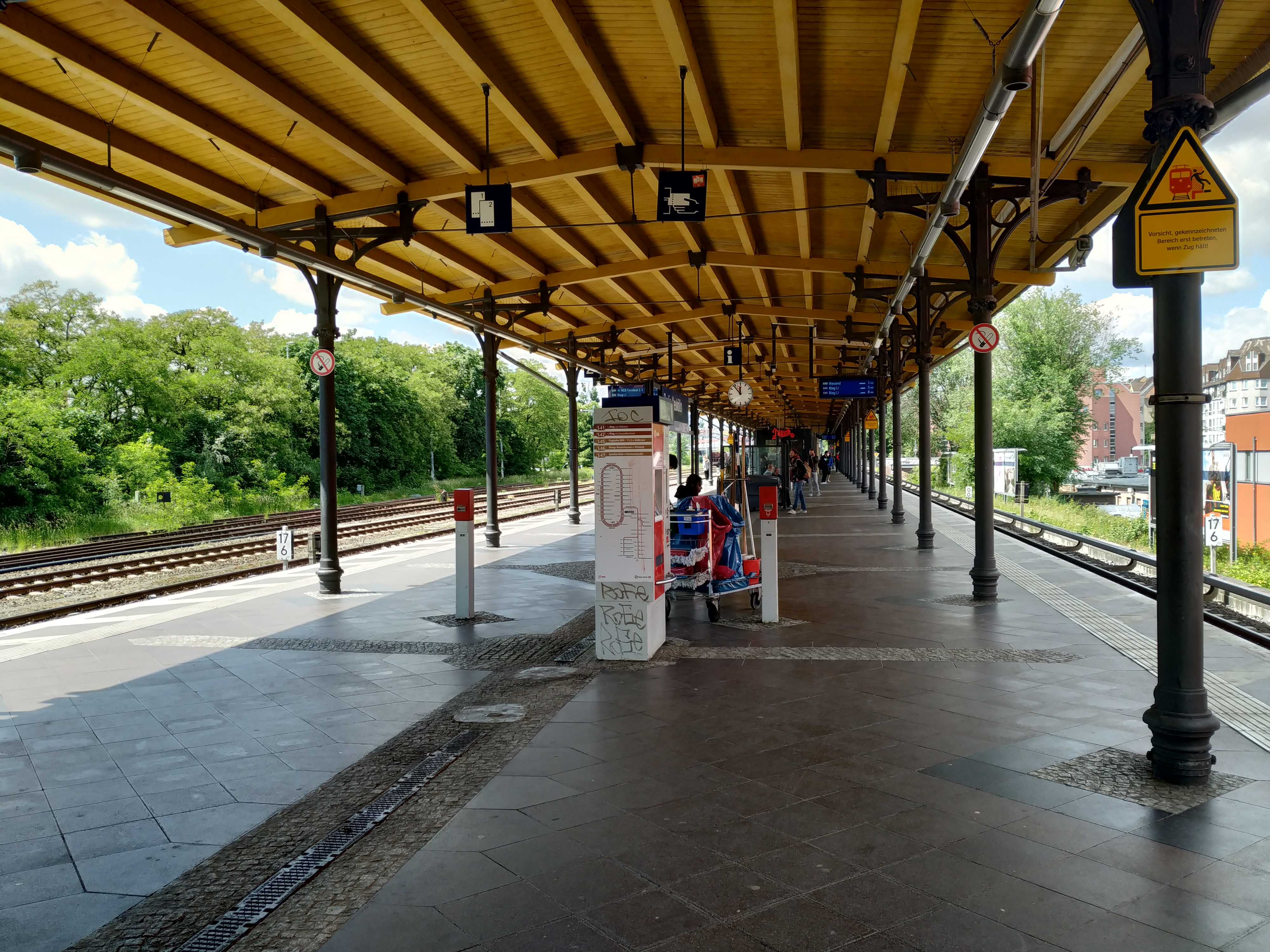
Vom Bahnhof Neukölln fahren die Züge seit 1993 wieder über die Verbindungsbahn nach Baumschulenweg

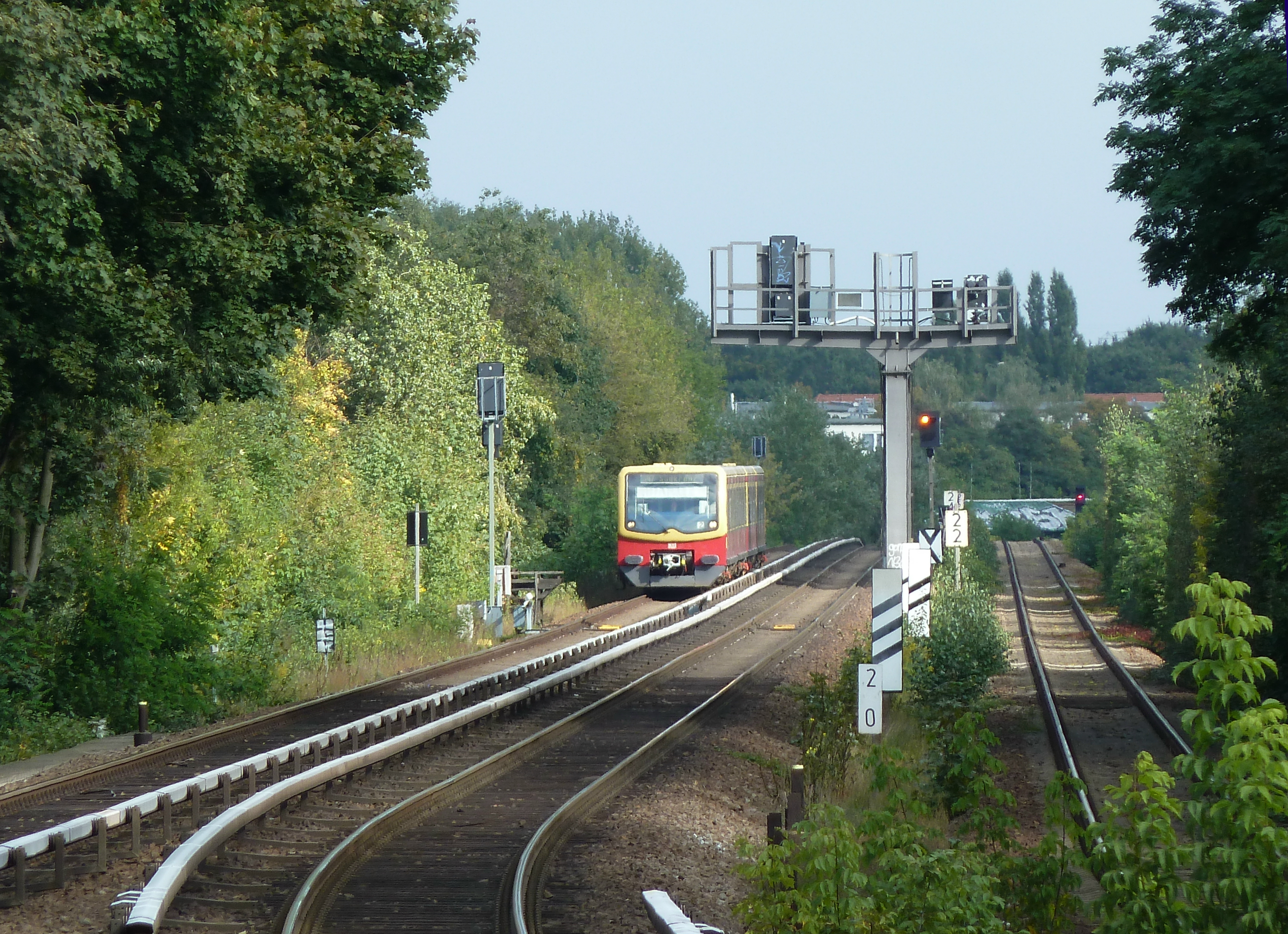
Von Baumschulenweg kommend kreuzt ein S-Bahn-Zug der Baureihe 481 die ehemalige Grenze, 2010

Nachdem die Berliner Verkehrsbetriebe 1984 den Betrieb der West-Berliner S-Bahn übernommen hatten, wurde zunächst nur ein Rumpfbetrieb auf der Stadtbahn sowie auf der Dresdner Bahn aufrechterhalten. Später folgten die Strecke nach Wannsee, der Nord-Süd-Tunnel und die Berliner Nordbahn. Durch mehrere publikumsstarke Aktionen sowie ein Bürgerbegehren 1988, bei dem 20.000 Personen unterschrieben, wurde die S-Bahn im Januar 1989 zum Wahlkampfthema. Das Bürgerbegehren sah vor allem zwei wichtige Punkte vor:
- Revision der Senatsentscheidung vom 31. März 1987, die anstelle der Wiederinbetriebnahme weiterer S-Bahnstrecken die Modernisierung des bestehenden Rumpfnetzes und den Ausbau des U-Bahn-Netzes, vor allem der Linie U9, vorsah,
- Vorverlegung des Baubeginns auf dem Südring von 1991 auf 1989.

Während die Mehrheit der Bürger, die Opposition aus SPD und AL sowie die Bundesregierung sich für eine Wiederinbetriebnahme aussprachen, forcierten der Senator für Bau- und Wohnungswesen, Edmund Wronski, und die Bauindustrie den Weiterbau der U-Bahn. Nach einigen Querelen entschied sich die Senatsverwaltung für Bau- und Wohnungswesen im November 1988 allerdings für eine Wiederinbetriebnahme des Südrings.
Nach den Wahlen zum Abgeordnetenhaus am 29. Januar 1989 entschied sich der dabei abgewählte schwarz-gelbe Senat zu Gunsten des Ausbaus der U-Bahn. Der am 16. März 1989 vereidigte SPD-AL-Senat unter Vorsitz von Walter Momper revidierte diese Entscheidung als eine seiner ersten Maßnahmen.
Mitten in die Baumaßnahmen, die als erste Wiederinbetriebnahme nur den Abschnitt zwischen Westend und Schöneberg 1992 und erst zwei Jahre später bis Sonnenallee vorsahen, trat wenige Monate später die Deutsche Wiedervereinigung ins Geschehen. Dadurch ergab sich die Möglichkeit, die Ringbahn sofort nach Osten zu verlängern, um an eine bestehende Strecke anzuknüpfen. Zunächst sollte dabei der Verkehr über die Verbindungsbahn nach Süden geführt werden. Der Ast von Neukölln nach Treptower Park auf der Ringbahntrasse sollte später folgen, da vorher noch der Umbau des Bahnhofs Treptower Park bevorstand.
Auf West-Berliner Seite war eine Wiederinbetriebnahme verhältnismäßig leicht zu realisieren, da die Trasse sowie die Anlagen größtenteils noch vorhanden waren. Trotzdem wurde es ein weitgehender Neubau, der in der Öffentlichkeit wegen der Kosten heftig kritisiert wurde. Im Ostteil waren große Teile der Strecke nicht mehr vorhanden, da sie infolge des Mauerbaus abgetragen und anderweitig verwendet wurden. Ebenso musste die Einfädelung der Strecke in die Görlitzer Bahn komplett neu errichtet werden.
Die Wiederinbetriebnahme des S-Bahnverkehrs zwischen Westend und Baumschulenweg über den Südring und die Verbindungsbahn erfolgte schließlich am 17. Dezember 1993. Etwa ein dreiviertel Jahr später ging das Gütergleis ebenfalls wieder in Betrieb. Der Verkehr hat sich nun zugunsten der S-Bahn verlagert. Güterzüge verkehren auf der Strecke, sofern überhaupt, vorwiegend nachts.